# 葵成美
葵 成美（あおい なるみ、2000年〈平成12年〉5月20日 ‐ ）は、日本の女性モデル、レースクイーン、グラビアモデルである。三重県出身。ワンエイトプロモーション所属。愛称は「なるみん」。

## 略歴
2021年 伊勢崎オートレース場のイメージガール『G☆smil』（ジー・スマイル）にて活動を開始する。同年、念願であるスーパー耐久 Rd.6 テクノファーストレディとしてスポット参戦ではあるがレースクイーンデビューを果たす。また、BOMガール2021（ラウンドガール）として活動する他、2021ミス浴衣ジェニック2021・美少女甲子園Vol.3グランプリを受賞するなど活動の幅を広げる。
2022年はSUPER GT PACIFIC TONE モタスポギャルズ・スーパー耐久　テクノファーストレディとして年間を通してレースクイーンとして活動する他、昨年に引き続き『G☆smil』（ジー・スマイル）のメンバーに選出される。同年、2022日本レースクイーン大賞新人部門にて東京中日スポーツ新人賞受賞の他、2022サンスポレースクイーンアワード FRIDAYグラビア賞、準グランプリ受賞。
2023年はSUPER GT PACIFIC TONE モタスポギャルズ、『G☆smil』（ジー・スマイル）の活動を継続する他、スーパー耐久 HONDA R&D Challeng RQ、軽耐久ヒーローチャレンジRQ、MAEZAWARACINGレースクイーン、新城ラリー YOKOHAMA ADVAN GALとして活動する他、西口プロレスのリングガール『西口向上委員会』にも参加する。
2024年、『西口向上委員会』の継続を発表。また、SUPERGT 300クラス METALIVE S Lamborghini GT3 のレースアンバサダーの就任を自身のSNSにて発表。スーパー耐久 HONDA R&D Challeng RQ、『G☆smil』（ジー・スマイル）の活動も継続する。同年、ミスFLASH2025 グランプリ受賞。
2025年4月1日、『西口向上委員会』の継続を発表すると共にSUPER GT500クラス TEAM IMPULを応援する「マツキヨアンバサダー2025」として活動する事も報告した。また、4月16日には伊勢崎オートレース場のイメージガール『G☆smil』（ジー・スマイル）の活動も継続して行うことを発表する。
同年6月14日には豊洲PIT『TREND GIRLS FESTIVAL』内で行われたドレスメーカー「Tika」ファッションショーに出演。

## 人物
- 星座/血液型：牡羊座/AB型
- 趣味・特技：ホラー映画鑑賞・ランニング、料理・ネイル・バレーボール
- ファンの名前は【なる民（なるたみ）】
- キャッチフレーズは「サーキットのリトルエンジェル」
- チャームポイントは「くびれ」

### レースクイーン・レースアンバサダー
| 年     | カテゴリー               | チーム名                            | 共演メンバー                       |
| ------ | ------------------------ | ----------------------------------- | ---------------------------------- |
| 2021年 | スーパー耐久             | TECHNO FIRST                        |                                    |
| 2022年 | SUPER GT GT 300          | PACIFIC RACING TEAM                 | 高瀬ゆな・七瀬ルナ                 |
| 2022年 | スーパー耐久             | TECHNO FIRST                        |                                    |
| 2023年 | SUPER GT GT 300          | PACIFIC RACING TEAM                 | 悠                                 |
| 2023年 | スーパー耐久             | HONDA R&D Challenge                 |                                    |
| 2023年 | 軽耐久ヒーローチャレンジ |                                     |                                    |
| 2023年 | GT World Challenge ASIA  | MAEZAWA RACING                      | 南真琴・亀澤杏菜                   |
| 2023年 | 新城ラリー               | YOKOHAMA ADVAN GAL                  | 一之瀬優香                         |
| 2024年 | SUPER GT GT 300          | METALIVE S Lamborghini GT3          | 上運天美聖・根岸しおり・藤森マリナ |
| 2024年 | 軽耐久ヒーローチャレンジ |                                     |                                    |
| 2024年 | スーパー耐久             | HONDA R&D Challenge                 |                                    |
| 2024年 | D1グランプリ             | SHARK GIRL                          | 長坂有紗                           |
| 2025年 | SUPER GT GT 500          | TEAM IMPUL マツキヨアンバサダー2025 |                                    |

### イベント
- 東京オートサロン2024 「D-MAX」 SHARK GIRL [11]
- 大阪オートメッセ2024 「D-MAX」 SHARK GIRL
- 東京モーターサイクルショー2024 「DUNLOP」[12]

### イメージガール
- 2021年 - 2025年　伊勢崎オートレース場 イメージガール『G★smil』（ジー・スマイル）[共演 1][共演 2][共演 3][共演 4][共演 5][動画 3][動画 4]

### ラウンドガール
- 2021年　BOMガール2021[共演 6]
- 2023年　西口プロレスリングガール 2023西口向上委員会[共演 7]
- 2024年　西口プロレスリングガール 2024西口向上委員会[共演 8]
- 2025年　西口プロレスリングガール 2025西口向上委員会[共演 9]

### 配信
- 17LIVE（2021年）疾風イベント1位
- SHOWROOM（2022年 - ）
- マシェバラ「西口向上↑↑放送部」（2023年4月 - ）

### 受賞歴
- 2021年　美少女甲子園Vol.3グランプリ
- 2021年　ミス浴衣ジェニック2021
- 2022年　日本レースクイーン大賞2022 東京中日スポーツ新人賞[13]
- 2022年　サンスポレースクイーンアワード FRIDAYグラビア賞・準グランプリ[14][15]
- 2024年　ミスFLASH2025 グランプリ[6]

### 雑誌
- ヤングキング（少年画報社）グラビア掲載　2022年12月26日[16]

## 作品

### イメージビデオ
- サーキットのリトルエンジェル（2025年7月25日、竹書房）[17]

### 写真集
- 美少女甲子園Vol.3グランプリ　葵成美　ソロ写真集「to side」

### photobook
- [葵成美]美少女甲子園Vol.3冊子（60pt）

### デジタル写真集
- 葵成美「日本一SEXYなレースクイーン」 FRIDAYデジタル写真集 Kindle版[18]